# Impresjonizm w muzyce
Impresjonizm (fr. impressionisme, łac. impressio „odbicie, wrażenie”) – kierunek w muzyce przełomu XIX i XX wieku, odnoszący się ściśle do poezji symbolistów i  malarstwa impresjonistycznego. 
Za początek impresjonizmu w muzyce uważa się rok 1894, będący datą powstania preludium Popołudnie Fauna (Prélude à l'après-midi d'un faune) (1894) Claude’a Debussy’ego, który był głównym reprezentantem tego kierunku. Po śmierci Debussy’ego w 1918 impresjonizm muzyczny zaczął tracić na znaczeniu i ewoluować w neo-, a potem w postimpresjonizm .
Obok Debussy’ego do impresjonistów zalicza się również Maurice'a Ravela, Paula Dukasa, Alberta Roussela, Lili Boulanger, Cyrila Scotta, Fredericka Deliusa, Ottorina Respighiego, Manuela de Fallę, Karola Szymanowskiego.
Charakterystyczną cechą impresjonizmu muzycznego jest programowość inspirowana np. folklorem, starożytnością, egzotyką, zjawiskami przyrody itp. W porównaniu z romantyzmem zmianie uległ sposób orkiestracji odchodzący od masywnego brzmienia orkiestrowego tutti i traktujący preferencyjne pojedyncze instrumenty. 
Nowy, impresjonistyczny stosunek do formy przejawił się w fakturze (szybkie figuracje, zestawianie rejestrów niskich i wysokich), sposobie traktowania dynamiki (zwłaszcza w rozszerzeniu poziomów piana: piano – pianissimo – piano pianissimo), w doborze instrumentów i ich rejestrów, we wzbogacaniu środków artykulacyjnych i w odpowiednim dysponowaniu nimi w toku utworu, w stosowaniu efektów harmonicznych (skala całotonowa, puste brzmienia kwartowo-kwintowe, paralelizmy sekundowe itp.).
Słowa impresjonizm użyto wobec muzyki po raz pierwszy w charakterze krytyki, wobec utworu Wiosna na orkiestrę i chór żeński Claude’a Debussy’ego, pisząc: Pan Debussy... ma widoczną, a nawet zbyt widoczną skłonność do poszukiwania niezwykłości. Stwierdza się u niego poczucie barwy muzycznej, wszelako nadmiar tego poczucia każde mu łatwo zapominać o znaczeniu precyzji w rysunku i formie. Należałoby sobie wielce życzyć, aby wystrzegał się owego mętnego impresjonizmu, który jest jednym z najgroźniejszych wrogów prawdy w dziełach sztuki. Po paru latach porównanie do impresjonizmu dla wielu nabierało charakteru komplementu, jednakże sam Debussy stanowczo protestował przeciwko określeniu „impresjonizm” w stosunku do swojej twórczości, określeniem głębszym i odpowiedniejszym jest symbolizm muzyczny.  